# (2967) Vladisvyat
(2967) Vladisvyat (1977 SS1; 1948 TJ; 1977 TF8; 1977 YB) ist ein ungefähr 33 Kilometer großer Asteroid des äußeren Hauptgürtels, der am 19. September 1977 vom russischen (damals: Sowjetunion) Astronomen Nikolai Stepanowitsch Tschernych am Krim-Observatorium (Zweigstelle Nautschnyj) auf der Halbinsel Krim (IAU-Code 095) entdeckt wurde. Er gehört zur Ursula-Familie, einer Gruppe von Asteroiden, die nach (375) Ursula benannt ist.

## Benennung
(2967) Vladisvyat wurde nach Wladimir I. (960–1015) benannt, der Großfürst des Fürstentums Kiew war und 988 die Christianisierung von Kiew durchführte.